# Star Wars (NES-spel)
Star Wars is een computerspel uit 1991 voor het Nintendo Entertainment System/Famicom. Het spel werd in november 1991 in Japan en de VS uitgebracht. Europa volgde eind maart 1992. Later kwamen er ook versies voor de Sega Master System, Game Boy en Sega Game Gear. 
Het spel volgt het verhaal van de film Star Wars, waarin de speler (als Luke Skywalker) een landspeeder op Tatooine moet besturen. Ondertussen moet R2-D2 gered worden uit de Sandcrawler, Obi-Wan Kenobi uit een grot en Han Solo uit de Mos Eisley-bar, terwijl stormtroopers, zandmensen en diverse andere vijanden uit de film optreden. 
Nadat alle personages verzameld zijn, wordt de Millennium Falcon (in eerstepersoonsperspectief) door een asteroïdengordel geleid naar de Death Star. In de Death Star moet de tractor beam-generator uitgeschakeld worden, Prinses Leia moet gered worden uit het cellencomplex en vervolgens moet de Death Star vernietigd worden.
De Sega Game Gear-versie heeft een aantal exclusieve levels. In het eerste bezorgt Leia de gestolen plannen naar R2-D2. De wereld die alles verbindt is vervangen door drie sidescroll-levels waarin Luke te voet door de woestijn wandelt.
Elk personage heeft verschillende eigenschappen. Han en Leia kunnen Luke vervangen in het spel, maar hebben slechts één leven, terwijl Luke er meerdere heeft. Obi-Wan kan Han en Lei vijf keer terugbrengen. In de Sega-versies is het zelfs nodig om de personages te doden en terug te brengen om het spel volledig uit te spelen. R2-D2 kan een kaart van de Death Star laten zien, C-3PO geeft informatie over je huidige voortgang in het spel. Darth Vader is alleen te zien als je game over bent.
Vreemd genoeg komt Chewbacca niet voor in het spel, maar wordt wel genoemd. In de handleiding wordt gezegd dat Chewie de besturing van de Millennium Falcon overneemt als Han Solo sterft.

## Ontvangst
| Beoordeeld door                 | Platform           | Datum            | Score |
| ------------------------------- | ------------------ | ---------------- | ----- |
| Game Zero                       | Game Gear          | november 1993    | 91%   |
| 1UP!                            | NES                | 3 mei 2013       | 89%   |
| Joypad                          | SEGA Master System | oktober 1993     | 83%   |
| ASM (Aktueller Software Markt)  | Game Boy           | februari 1993    | 75%   |
| Mega Fun                        | SEGA Master System | november 1993    | 73%   |
| neXGam                          | SEGA Master System | 27 december 2009 | 70%   |
| Svenska Hemdatornytt            | Game Boy           | november 1993    | 70%   |
| Electronic Gaming Monthly (EGM) | NES                | oktober 1991     | 62%   |
| Gamers (Duitsland)              | SEGA Master System | januari 1994     | 60%   |
| The Video Game Critic           | NES                | 18 mei 2005      | 0%    |